# Rachel Portman
Rachel Mary Berkeley Portman (* 11. prosinec 1960, Haslemere, Spojené království) je britská skladatelka filmové hudby. Stala se první ženou, která obdržela Oscara za nejlepší původní hudbu (v roce 1996 za hudbu k filmu Emma).

## Život a dílo
V roce 1999 byla nominována na Oscara za Pravidla moštárny a o rok později za Čokoládu. Kromě těchto, složila hudební doprovod i k dalším celovečerním filmům. Přestože její hudba pro film Nebezpečná krása nakonec nebyla použita a místo ní se jí ujal George Fenton, stále lze ve filmu najít některé její motivy.
Mezi její další díla patří dětská opera Malý princ (později adaptována pro televizi) a muzikál Domeček na prérii podle knížek Laury Ingalls Wilderové.
V roce 1995 se provdala za filmového producenta Uberta Pasoliniho. Spolu mají tři děti: Annu, Giulii a Niky.
Organizace BMI jí 19. května 2010 udělila cenu Richarda Kirka, která je předávána pouze těm hudebním skladatelům, kteří měli významný vliv na oblast filmové a televizní hudby. Přepsala také historii BMI, jelikož se stala první ženou-skladatelkou, která toto ocenění získala, čímž se připojila do řady významných osobností, jako jsou Christopher Young, George S. Clinton, Mark Mothersbaugh, Danny Elfman, Alan Menken, Mike Post, Lalo Schifrin, John Barry a John Williams.
V roce 2010 jí byl udělen Řád britského impéria.

## Filmová hudba
- 1982 - Privileged
- 1984 - Reflections
- 1984 - Last Day of Summer
- 1985 - Four Days in July
- 1986 - Sharma and Beyond
- 1986 - Good as Gold
- 1986 - A Little Princess
- 1987 - 1914 All Out
- 1987 - The Short and Curlies
- 1987 - The Falklands War: The Untold Story
- 1987 - 90 Degrees South
- 1988 - The Storyteller (seriál)
- 1988 - Loving Hazel
- 1988 - Sometime in August
- 1989 - The Woman in Black
- 1989 - Young Charlie Chaplin
- 1989 - Monster Maker
- 1989 - Living with Dinosaurs
- 1989 - Precious Bane (TV)
- 1990 - Oranges Are Not the Only Fruit
- 1990 - Shoot to Kill
- 1990 - Life Is Sweet
- 1990 - The Storyteller: Greek Myths
- 1990 - The Widowmaker
- 1991 - Where Angels Fear to Tread
- 1991 - Antonia and Jane
- 1991 - Flea Bites (TV)
- 1992 - Used People
- 1992 - Mr. Wakefield's Crusade (TV)
- 1992 - Rebecca's Daughters
- 1992 - The Cloning of Joanna May
- 1993 - Friends
- 1993 - The Joy Luck Club
- 1993 - Benny & Joon
- 1993 - Ethan Frome
- 1993 - Great Moments in Aviation
- 1994 - Sirény (Sirens)
- 1995 - Smoke
- 1996 - Emma
- 1996 - Marvinův pokoj (Marvin's Room)
- 1997 - Propadlí lásce (Addicted to Love)
- 1999 - Pravidla moštárny (The Cider House Rules)
- 2000 - Čokoláda (Chocolat)
- 2000 - Legenda o slavném návratu (The Legend of Bagger Vance)
- 2002 - Hartova válka (Hart's War)
- 2003 - Lidská skvrna (The Human Stain)
- 2003 - Úsměv Mony Lisy (Mona Lisa Smile)
- 2005 - Oliver Twist
- 2006 - Dům u jezera (The Lake House)
- 2008 - Sesterstvo putovních kalhot 2 (The Sisterhood of the Traveling Pants 2)
- 2008 - Vévodkyně (The Duchess)
- 2009 - Grey Gardens
- 2010 - Neopouštěj mě (Never Let Me Go)
- 2011 - Miláček (Bel Ami)
- 2011 - Mistrovský plán (Tower Heist)
- 2011 - Jeden den (film) (One Day)
- 2012 - Na vždy spolu (The Vow)